# Abercrombie (Dakota del Nord)
Abercrombie è un centro abitato (city) degli Stati Uniti d'America, situato nella Contea di Richland, nello Stato del Dakota del Nord. Nel censimento del 2000 la popolazione era di 296 abitanti. La città è stata fondata nel 1884. Appartiene all'area micropolitana di Wahpeton.

## Geografia fisica
Secondo i rilevamenti dell'United States Census Bureau, la località di Abercrombie si estende su una superficie di 1,6 km², tutti occupati da terre.

## Popolazione
Secondo il censimento del 2000, ad Abercrombie vivevano 296 persone, ed erano presenti 73 gruppi familiari. La densità di popolazione era di 187 ab./km². Nel territorio comunale si trovavano 138 unità edificate. Per quanto riguarda la composizione etnica degli abitanti, il 96,62% era bianco, l'1,35% era nativo, lo 0,34% proveniva dall'Asia e l'1,69% proveniva da due o più razze.
Per quanto riguarda la suddivisione della popolazione in fasce d'età, il 32,1% era al di sotto dei 18, il 6,4% fra i 18 e i 24, il 31,8% fra i 25 e i 44, il 18,9% fra i 45 e i 64, mentre infine il 10,8% era al di sopra dei 65 anni di età. L'età media della popolazione era di 33 anni. Per ogni 100 donne residenti vivevano 124,2 maschi.